# Południowoamerykańska Konfederacja Lekkoatletyczna
Południowoamerykańska Konfederacja Lekkoatletyczna (es. Confederación Sudamericana de Atletismo CONSUDATLE) - międzynarodowa organizacja zrzeszająca związki lekkoatletyczne Ameryki Południowej. CONSUDATLE zajmuje się organizacją mistrzostw Ameryki Południowej. Konfederacja powstała w 24 maja 1918, a jej główna siedziba znajduje się w brazylijskim mieście Manaus. Prezesem - od 1993 - jest Roberto Gesta de Melo. 

## Członkowie
|           |                                      |            |
| Państwo   | Organizacja                          | Strona www |
| Argentyna | Confederación Argentina de Atletismo |            |
| Boliwia   | Federación Atlética de Bolivia       |            |
| Brazylia  | Confederação Brasileira de Atletismo |            |
| Chile     | Federación Atlética de Chile         |            |
| Kolumbia  | Federación Colombiana de Atletismo   |            |
| Ekwador   | Federación Ecuatoriana de Atletismo  |            |
| Gujana    | Athletics Association of Guyana      |            |
| Panama    | Federación Panameña de Atletismo     |            |
| Paragwaj  | Federación Paraguaya de Atletismo    |            |
| Peru      | Federación Peruana de Atletismo      |            |
| Surinam   | Surinaamse Athletiek Bond            |            |
| Urugwaj   | Confederación Atlética del Uruguay   |            |
| Wenezuela | Federación Venezolana de Atletismo   |            |